# Vaejovidae
Die Vaejovidae (im 20. Jahrhundert lange Zeit verwendetes Synonym: Vejovidae) sind eine Familie der Skorpione (Scorpiones), die in den ariden, semiariden und kalten Gebieten Nordamerikas vorkommt.  

## Merkmale
Die genaue Abgrenzung der Vaejovidae von anderen Familien der Skorpione ist schwierig. Derzeit werden zwei Apomorphien als Merkmale für die Charakterisierung der Familie herangezogen. 
- Die Patella, das bei allen Spinnentieren, also auch bei allen Skorpionen vorhandene Beinglied zwischen Femur und Tibia, ist an den Pedipalpen, die die kräftigen Scheren tragen, besonders ausgeprägt. Sie trägt an der Innenseite einen längsgestreckten Kiel, der bei den Skorpionen anderer Familien nicht vorhanden ist.
- Die Spermatophoren, bei den Skorpionen eigentlich Hemispermatophoren, sind Gebilde aus Chitin, die von den Männchen während des Paarungstanzes abgelegt werden und an der Spitze das Sperma enthalten. Diese Hemispermatophoren sind für die systematische Unterscheidung der Skorpione von Bedeutung. Für die Vaejovidae charakteristisch ist ein taschenartig eingestülpter Spermienkanal auf dem Hemispermatophor.[1]

## Verbreitung und Lebensraum
Mit rund 150 Arten übertreffen die Vaejovidae die Artenzahl aller anderen Skorpionfamilien in Nordamerika, die zusammen mit rund 85 Arten vertreten sind. 
Vertreter der Vaejovidae leben im Südwesten Kanadas, den USA und in Mexiko. Das südlichste Verbreitungsgebiet liegt in Guatemala. Diese Skorpione sind in fast allen Habitaten zu finden und speziell an ihren jeweiligen Lebensraum angepasst. Sie leben vor allem in trockenen Wüsten- und Halbwüstengebieten. Einige Arten finden sich in Gebirgen bis 3000 Metern Höhe, andere sind an Frost und Kälte angepasst. Die am weitesten im Norden vorkommende Art ist Paruroctonus boreus, die im Süden bis Guatemala vorkommende Art ist Vaejovis chiappas.

## Systematik
William David Sissom fasste im Jahr 2000 zehn Gattungen zusammen. Seither sind von verschiedenen Forschern Umgruppierungen vorgenommen worden, die aber noch nicht endgültig sind und nicht allgemein anerkannt wurden. 
Folgende Gattungen wurden als Vaejovidae zusammengefasst:
- Paravaejovis Williams, 1980
- Paruroctonus Werner, 1934
- Pseudouroctonus Stahnke, 1974
- Serradigitus Stahnke, 1974
- Smeringurus Haradon, 1983
- Syntropis Kraepelin, 1900
- Uroctonites Williams & Savary, 1991
- Uroctonus Thorell, 1876
- Vaejovis C. L. Koch, 1836
- Vejovoidus Stahnke, 1974

2005 wurden von M. E. Soleglad und V. Fet fünf Arten der Gattung Vaejovis zusammen mit einer neu beschriebenen Art in eine neue Gattung gestellt: 
- Franckeus Soleglad & Fet, 2005

In den Jahren 2006 und 2007 wurden einige Arten der Gattung Serradigitus zusammen mit einer neuen Art in zwei neue Gattungen eingeteilt:
- Stahnkeus Soleglad & Fet, 2006
- Gertschius Graham & Soleglad, 2007

Im Jahr 2008 wurden viele Arten der großen Gattung Vaejovis von M. E. Soleglad und V. Fet ausgegliedert und zusammen mit einigen neuen Arten in vier neu beschriebene Gattungen gestellt:
- Hoffmannius Soleglad & Fet, 2008 (2013 aufgelöst)
- Kochius Soleglad & Fet, 2008
- Thorellius Soleglad & Fet, 2008
- Wernerius Soleglad & Fet, 2008

2010 wurde von Franke und Ponce-Saveedra eine neue Gattung beschrieben:
- Kuarapu Franke & Ponce-Saavedra, 2010

2013 erfolgte eine umfassende Revision der Unterfamilie Syntropinae innerhalb der Vaejovidae, bei der die Gattung Hoffmannius Soleglad & Fet, 2008 aufgelöst und sechs neue Gattungen beschrieben wurden:
- Balsateres González-Santillán & Lorenzo Prendini, 2013
- Chihuahuanus González-Santillán & Lorenzo Prendini, 2013
- Konetontli González-Santillán & Lorenzo Prendini, 2013
- Maaykuyak González-Santillán & Lorenzo Prendini, 2013
- Mesomexovis González-Santillán & Lorenzo Prendini, 2013
- Vizcaino González-Santillán & Lorenzo Prendini, 2013

Damit enthält die Familie nach aktuellem Stand 23 Gattungen mit insgesamt mehr als 200 Arten.

## Vaejovidae und Menschen
Einige Arten der Vaejovidae werden regelmäßig als Terrarientiere gehalten. Der Stich ist schmerzhaft aber harmlos.

## Name
Vaeiovis (sprachlich korrekt aber Veiovis, älter Vediovis) war der Name einer altrömischen Unterweltgottheit, eines "Antijupiter", daher auch mit dem (zerstörerischen oder rächenden) Apollon gleichgesetzt. Verballhornt steckt der Name vielleicht in Vesuvius, der vor dem verheerenden Ausbruch 79 n. Chr. über 500 Jahre Ruhe gegeben hatte und den Römern als Vulkan aus dem Gedächtnis geschwunden war.